# ذا كينغ أوف فايترز 98
ذا كينغ أوف فايترز 98 (بالإنجليزية: The King of Fighters '98)‏، هي لعبة فيديو يابانية من نوع قتال، وهي من تطوير ونشر إس إن كي، وهي الجزء الخامس من سلسلة ذا كينغ أوف فايترز، صدرت اللعبة في الأسواق سنة 1998، وتعمل على عدة منصات، ومنها عرض ألعاب الصالات، وبلاي ستيشن وبلاي ستيشن 4 ودريم كاست.